# Погорєльє
Погорєльє (рос. Погорелье) — присілок Велізького району Смоленської області Росії. Входить до складу Погорєльського сільського поселення.
Населення — 230 осіб (2007 рік).